# Acacia trigonocarpa
Acacia trigonocarpa är en ärtväxtart som beskrevs av Nikolaus Joseph von Jacquin. Acacia trigonocarpa ingår i släktet akacior, och familjen ärtväxter. Inga underarter finns listade i Catalogue of Life.